# Ali Hámenei
Ali Hoszajni Hámenei (perzsául: علی حسینی خامنهای – Ali Ḥosayni H̱āmenei; Meshed, 1939.  április 19  –) államférfi, 1989 óta Irán legfelsőbb vezetője és az iráni fegyveres erők főparancsnoka. Ő Irán államfője, aki rendeleteket adhat ki és végső döntéseket hozhat a kormányzati politikától kezdve számos területen, például a gazdaság, a környezetvédelem, a külpolitika és a nemzeti tervezés terén..
Ruholláh Homeini ajatollah 1989-es halála után őt választották utódjának, azóta tölti be ezt a tisztséget. Fekete turbánja arra utal, hogy szejdnek vallja magát, vagyis Mohamed próféta leszármazottjának.

## Életrajza
Apja azeri, anyja perzsa származású volt.
1939-ben, az északkeleti Meshedben, a második legnagyobb iráni városban született. Nyolcgyermekes, szerény körülmények között élő családban nőtt fel. Hittudós apját követve vallási tanulmányokat folytatott, s 1958-ban Komba, a vallásos tanulmányok központjába költözött, ahol Ruholláh Homeini ajatollah radikális vallási vezető hűséges követője lett. 1963-ban az ajatollah száműzetésbe kényszerült, ő pedig otthon agitált a sah ellen. Emiatt többször megjárta a börtönt, ahol megkínozták és magánzárkába csukták.
Az 1979-es iszlamista forradalom után Homeini belső körébe került, és védelmi miniszterként sikeres kapcsolatokat épített ki a hadsereggel és a Forradalmi Gárdával. 1981-ben – nagy többséggel – elnöknek választották. Népszerűségét csak növelte, hogy a szavazás előtt egy ellenzéki iráni szervezet merényletet kísérelt meg ellene, melyben a jobb keze maradandó bénulást szenvedett. Első intézkedése volt, hogy megszüntette a kormányfői tisztséget, így a legfőbb vallási vezető után a rendszer formailag második legbefolyásosabb politikusává vált. Homeini 1989-es halála után megválasztották legfőbb vallási vezetővé.
Részt vett az irak–iráni háborúban is, és fontos szerepe volt abban is, hogy hagyta Irán elszigetelődését. Ez a folyamat 2005 után gyorsult fel, mivel ekkor lépett hivatalába Ahmadinezsád iráni elnök is, aki kitartott Irán urándúsítása mellett, amit a legtöbb állam, köztük az Amerikai Egyesült Államok rossz szemmel néz, mivel úgy gondolják, hogy az urándúsítás célja egy iráni atombomba. George W. Bush 2002-es beszédében Iránt „a gonosz tengelyéhez” sorolta. Hámenei egyetért az urándúsítással, viszont az ellenzék lázadozott Ahmadinezsád ellen, mivel a súlyos szankciókat nehezen bírja az ország amúgy is törékeny gazdasága. 2009-ben, az izraeli–palesztin háború alatt megtiltotta, hogy öngyilkos merénylők induljanak Iránból Izraelbe. A 2009-es iráni elnökválasztás során először Ahmadinezsádot pártolta, majd amikor a tüntetések kezdtek eldurvulni, a szavazatok újraszámlálását kérte, hogy ne folytatódjanak az utcai zavargások. Hatalma meggyengült a zavargások alatt, de meg tudta őrizni pozícióját.
Rábólintott a nagyhatalmakkal kötött, 2015-ben életbe lépett atomalkura, aminek következtében számos Irán elleni nemzetközi szankciót feloldottak.
2022-ben az ukrán–orosz konfliktus kapcsán többször kritizálta a „Nyugatot” és az Egyesült Államokat. („Továbbra is a háború ellen vagyunk, elítéljük a civilek lemészárlását, az infrastruktúra tönkretételét az egész világon (…) Ám nem hasonlítunk a nyugatiakra, akik egy esküvői menet lebombázását terrorizmus elleni harcnak nevezik”.)
2025-ben az izraeli–iráni háború után az iráni médiában erősen hangsúlyozta, hogy a háborút ők nyerték.